# NGC 467
NGC 467 è una galassia lenticolare situata nella costellazione dei Pesci a una distanza di circa 238 milioni di anni luce dalla Terra.
Fu scoperta l'8 ottobre 1785 da William Herschel.